# Adustomyces
Adustomyces is een monotypisch geslacht van schimmels behorend tot de familie Pterulaceae. Het bevat alleen Adustomyces lusitanicus.